# 岩切秀
岩切 秀（いわきり ひで、1892年（明治25年）2月4日 - 1971年（昭和46年）2月7日）は、大日本帝国陸軍軍人。最終階級は陸軍中将。功三級。旧姓は前原。

## 経歴
鹿児島県薩摩郡永利村（川内市を経て現薩摩川内市）出身。陸軍士官学校第26期卒業。1938年（昭和13年）に陸軍歩兵大佐に進級し、1939年（昭和14年）に歩兵第80連隊長に就任。1939年（昭和15年）に第7師団参謀長、1941年（昭和16年）陸軍歩兵学校教導連隊長を歴任し、1942年（昭和17年）に陸軍少将に進級し、仙台陸軍教導学校長に着任。
1943年（昭和18年）に歩兵第69旅団長に転じ、中国戦線に出動。揚州の警備に当たり、1944年（昭和19年）には支那派遣軍歩兵教育隊長に転じた。1945年（昭和20年）4月15日に陸軍歩兵学校附を経て、4月30日に陸軍中将に進級し、第206師団長に親補される。鹿児島県日吉町吹上浜で連合国軍の上陸に備え、終戦を迎えた。
1948年（昭和23年）1月31日、公職追放仮指定を受けた。

## 栄典
勲章
- 1944年（昭和19年）8月15日  - 勲二等瑞宝章[6]